# Carl Rose (architekt)
Carl Emil Heinrich Rose (ur. 11 grudnia 1864 w Barth, zm. ?) – mistrz murarski i ciesielski działający w Bydgoszczy.

## Życiorys
Urodził się 11 grudnia 1864 w Barth koło Stralsundu. Uczył się w szkole realnej w Barth, a następnie w gimnazjum realnym w Stralsund.
W 1882 roku rozpoczął praktyczną naukę zawodu w Bydgoszczy w przedsiębiorstwie wuja, mistrza murarskiego Alberta Rose, założonym w 1866 r. Uczęszczał do technikum w Buxtehude, gdzie po absolutorium w klasie mistrzowskiej zdał egzamin dojrzałości jako budowniczy (niem. Baugewerksmeister). Następnie przez 4 semestry uczył się w Technicznej Szkole Wyższej w Charlottenburgu. Dla dalszego wykształcenia podróżował do Danii, Szwecji i Norwegii. Później pracował jako kierownik budowy przy wznoszeniu budynków rządowych w Berlinie. Na początku września 1890 r. powrócił do Bydgoszczy, aby przejąć przedsiębiorstwo po zmarłym wuju. Zawodowo czynny był w Bydgoszczy przynajmniej do 1920 roku.
Był członkiem Schlesisch Posenschen Baugewerks Beruftgenossenschaft. Od 7 czerwca 1898 r. należał do masońskiej loży Janus w Bydgoszczy.

## Wybrane realizacje w Bydgoszczy
- Gdańska 16 – dom w podwórzu (1882)
- Gdańska 135 – kamienica (1893)
- Gdańska 51 – dom własny (1903)
- Jezuicka 6 – kamienica (1893)
- Warmińskiego 18 – Izba Skarbowa (1905)

## Galeria

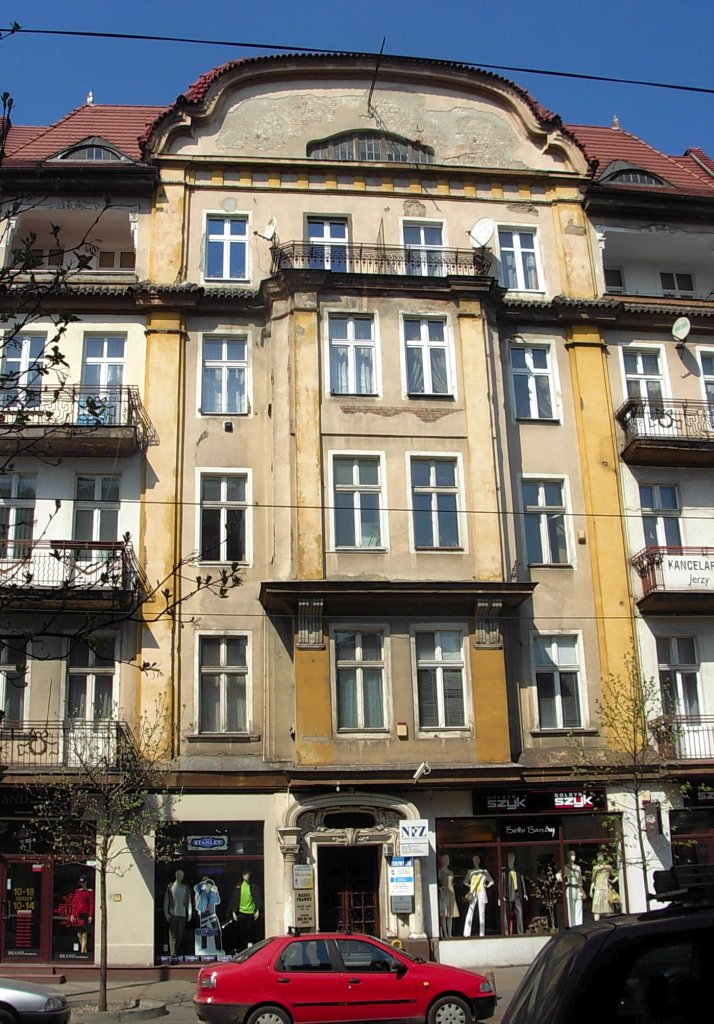
Gdańska 51 – dom własny Carla Rose
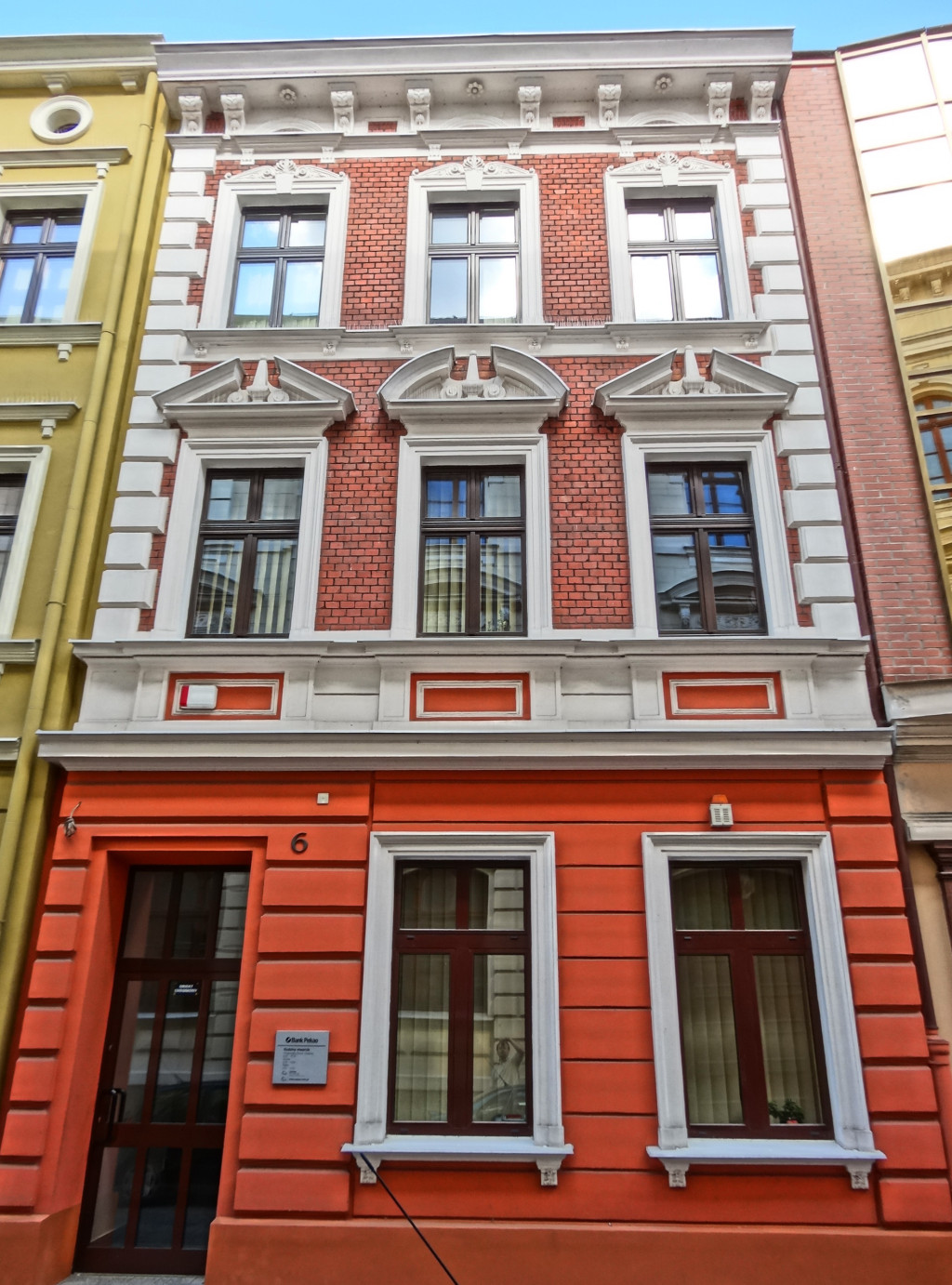
Jezuicka 6
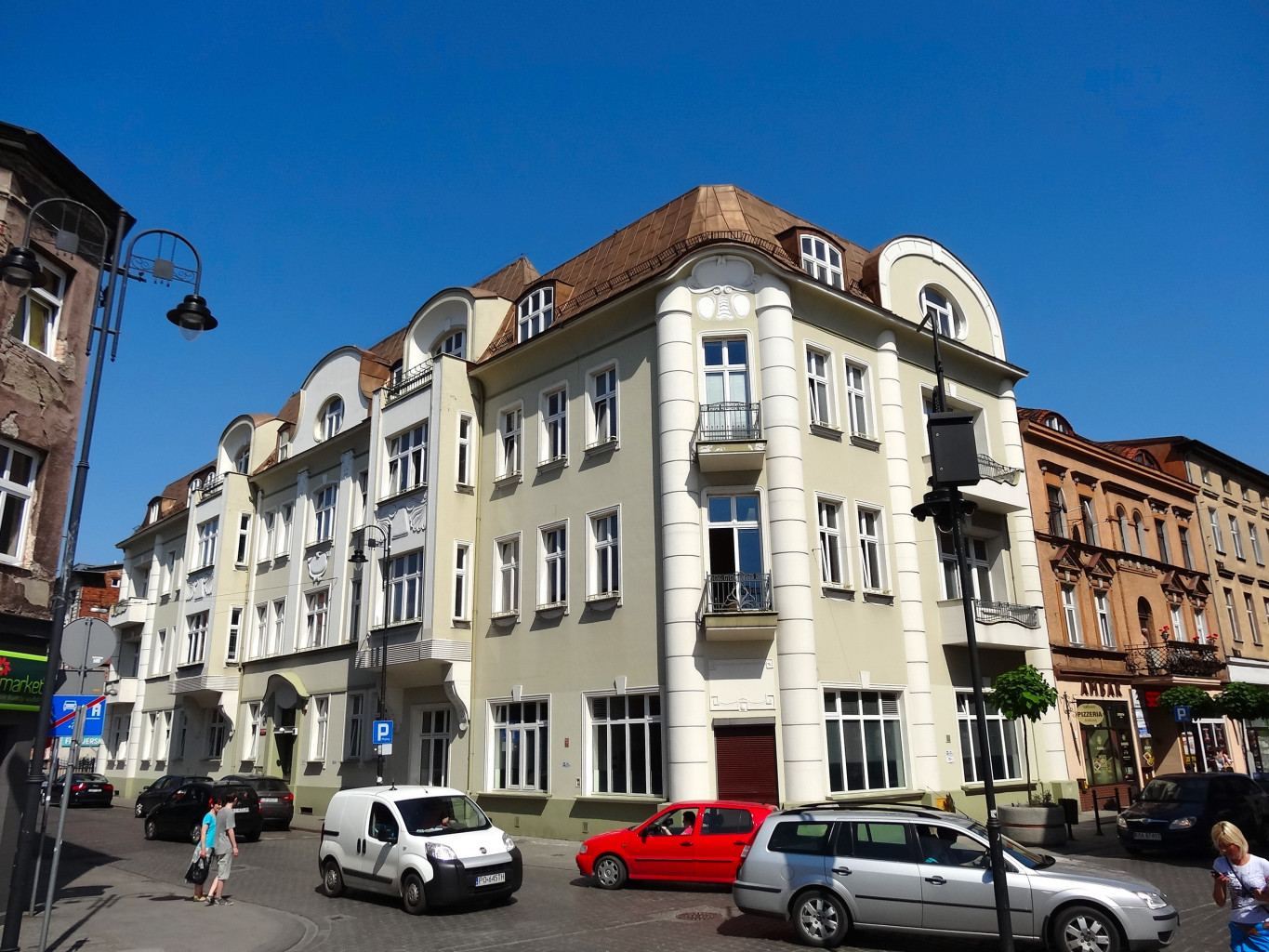
Warmińskiego 18